# 越中國
越中國（日语：〔〕／〔〕 Etchūnokuni */?），日本古代的令制國之一，屬北陸道，又稱越州。越中國的領域大約為現在的富山縣。

## 郡
- 礪波郡
- 射水郡
- 婦負郡
- 新川郡

## 相關項目
- 日本令制國列表